# Lexi Randall
Lexi Randall, född 1 januari 1980, är en före detta barnskådespelare i film och TV. Hon medverkade i filmen The Long Walk Home och The War med Kevin Costner och Elijah Wood.
Lexi Randall är gift och har ett barn. Hon har även två bröder.

## Filmografi
| År   | Titel                                | Roll                 | Övrigt |
| ---- | ------------------------------------ | -------------------- | ------ |
| 1990 | The Long Walk Home                   | Mary Catherine       |        |
| 1990 | Designing Women                      | Randa Oliver         |        |
| 1991 | The Young Riders                     | Daisy                |        |
| 1991 | Sarah, Plain and Tall                | Anna Witting         | Filmer |
| 1992 | In the Best Interest of the Children | Jessica Cain         | Filmer |
| 1993 | Skylark                              | Anna Witting         | Filmer |
| 1993 | Miracle Child                        | Taffy Marshall       | Filmer |
| 1993 | Heidi                                | Klara                | Filmer |
| 1994 | The War                              | Lidia Joanne Simmons |        |
| 1995 | The Stars Fell on Henrietta          | Beatric Day          |        |
| 1995 | Are You Afraid of the Dark?          | Cindy                |        |
| 1999 | Sarah, Plain and Tall: Winter's End  | Anna Witting         | Film   |